# Konrad Domański
Konrad Domański, född 5 maj 2002, är en polsk roddare.

## Karriär
Vid U23-VM 2023 i Plovdiv tog Domański silver i dubbelsculler tillsammans med Jakub Woźniak. Vid U23-VM 2024 i St. Catharines tog de guld tillsammans i dubbelsculler. Vid U23-EM 2024 i Edirne tog de återigen guld tillsammans i dubbelsculler.
Vid EM 2025 i Plovdiv tog Domański brons i scullerfyra tillsammans med Dominik Czaja, Piotr Płomiński och Jakub Woźniak.